# Vlastějovice (stacja kolejowa)
Vlastějovice – stacja kolejowa w Vlastějovicach, w kraju środkowoczeskim, w Czechach. Znajduje się na wysokości 345 m n.p.m.
Na stacji nie ma możliwości zakupu biletów, a obsługa podróżnych odbywa się w pociągu w pociągu.

## Linie kolejowe
- 212 Čerčany - Světlá nad Sázavou